# 京都府立向陽高等学校
京都府立向陽高等学校（きょうとふりつ こうようこうとうがっこう）は、京都府向日市上植野町西大田に所在する府立の高等学校。

## 設置学科
- 普通科
  - 文Iコース
  - 文IIコース
  - 文理コース(文系・理系)

## 沿革
- 1975年（昭和50年）4月 - 京都府立向陽高等学校開校。

## 教育方針
1. 自ら課題を発見し、解決する能力を育てる。
2. 伝統や芸術・文化的関心を深め、豊かな情操を養う。
3. 勤労・奉仕の精神を自覚した実践的行動力を育てる。
4. 国際感覚を高め、人間性豊かで文化的創造力に富んだ資質を養う。

## 著名な出身者
- 上杉志朗（松山短期大学元学長、松山大学教授）
- 桝田省治（ゲームクリエイター）
- 種ともこ（シンガーソングライター）
- 石田英之（プロサッカー選手）
- 鈴木済（ハンドボール選手）
- 下野隆雄（ハンドボール選手）
- 伊藤保文（競輪選手）
- 山下健二郎（三代目J Soul Brothers、パフォーマー）
- 山下智子（女優）

## 交通アクセス
阪急京都本線西向日駅から徒歩16分

## 校歌
- 作詞:谷川俊太郎, 作曲:間宮芳生
- 京都府立向陽高校校歌

## 周辺施設
- 向日市立第5向陽小学校